# Cytovillin
Cytovillin também conhecido como ezrin ou villin-2 é uma proteína que em humanos é codificada pelo gene EZR.

## Estrutura
O terminal N de cytovillin contém um domínio FERM que é subdividido em três subdomínios. O terminal C contém um domínio ERM.

## Função
A proteína periférica citoplasmática codificada por esse gene pode ser fosforilada pela proteína-tirosina-quinase em microvilos e é um membro da família de proteínas ERM.

## Interações
O VIL2 demonstrou interagir com:
- CD43,[7]
- FASLG,[8][9]
- ICAM-1,[10]
- ICAM2,[10]
- ICAM3,[10][11]
- Merlin,[12]
- MSN,[8][13][14]
- PIK3R1,[15]
- PALLD[16]
- S100P,[17]
- SDC2,[18]
- SLC9A3R1,[19][20]
- SLC9A3R2,[21][22]  and
- VCAM-1.[23]